# Juan Milton Garduño
Juan Milton Garduño Rubio (Ciudad de México, 27 de noviembre de 1943) es un ingeniero electrónico, catedrático e investigador mexicano. Se ha especializado en el área de las telecomunicaciones.

## Estudios y docencia
De 1961 a 1964 estudió su licenciatura en ingeniería en comunicaciones eléctricas y electrónica en la Escuela Superior de Ingeniería Mecánica y Eléctrica (ESIME) del Instituto Politécnico Nacional (IPN). Cursó una especialización en comunicaciones modernas en la Escuela de Capacitación en Comunicaciones de la Secretaría de Comunicaciones y Transportes (SCT).  Realizó estudios de posgrado en la  École nationale supérieure des télécommunications (ENST) en París y en el Colegio Imperial de Londres.

## Investigador
Ha colaborado como investigador y director de proyectos en el Centro de Investigación y de Estudios Avanzados del Instituto Politécnico Nacional (Cinvestav). Entre los proyectos que ha dirigido se encuentran el CTS con la participación de IBM,  el programa microSEP —cuyo objetivo era diseñar y manufacturar computadoras para las escuelas secundarias de la  Secretaría de Educación Pública (SEP)— y algunos otros para los sistemas de telecomunicaciones de Pemex.
Fue fundador y es director de Mixbaal, empresa mexicana dedicada a la integración a muy gran escala (VLSI) en productos de acceso a alta velocidad de telecomunicaciones (última milla).   Fue presidente de LinkaNet Labs, empresa dedicada a la distribución de productos inalámbricos.

## Premios y distinciones
Fue ganador del  Premio Nacional de Ciencias y Artes en el área de Tecnología y Diseño otorgado por la Secretaría de Educación Pública en 1990. Es miembro del Consejo Consultivo de Ciencias de la Presidencia de la República.